# 京都第一交通
京都第一交通株式会社（きょうとだいいちこうつう）は、京阪沿線の京都府側と大阪府の一部地域でタクシーを営業する京都市伏見区に本社を持つタクシー会社である。福岡県に本社を持つ第一交通産業のグループ会社。旧社名は京阪タクシー。

## 事業所
| 事業所                   | 所在地                                  |
| ------------------------ | --------------------------------------- |
| 本社 洛南営業所 整備工場 | 〒612-8395 京都市伏見区下鳥羽東芹川町54 |
| 藤森営業所               | 〒612-0026 京都市伏見区深草堀田町10-1   |
| 八幡営業所               | 〒614-8106 八幡市川口天神崎32-1         |
| 楠葉営業所               | 〒573-1121 枚方市楠葉花園町2920-14      |

## 子会社
全株式を京都第一交通が保有する完全子会社。
| 社名                 | 旧社名                   | 本社所在地                              |
| -------------------- | ------------------------ | --------------------------------------- |
| 第一トラベル株式会社 | 株式会社トラベル京阪     | 〒612-8395 京都市伏見区下鳥羽東芹川町54 |
| 滋賀第一交通株式会社 | 滋賀京阪タクシー株式会社 | 〒520-3046 滋賀県栗東市大橋7丁目7-8     |
| 敦賀第一交通株式会社 | 敦賀京阪タクシー株式会社 | 〒914-0062 福井県敦賀市相生町18-20      |
| 八光第一交通株式会社 | 八光タクシー株式会社     | 〒615-8222 京都市西京区上桂御正町10     |

## 沿革
- 2010年10月1日 - 京阪タクシーの全株式を保有する京阪電気鉄道が、全株式を第一交通産業に株式を譲渡。社名を京都第一交通に変更。